# Майкъл Дибдин
Майкъл Дибдин (на английски: Michael Dibdin) е английски писател на произведения в жанра криминален роман и трилър.

## Биография и творчество
Майкъл Дибдин е роден на 21 март 1947 г. в Улвърхамптън, Стафордшър, Англия, в семейство на физика Фредерик и Пеги Дибдин. До седемгодишна възраст отраства в родния си град, а след това със семейството си живее на различни места, основно в Лисбърн, Северна Ирландия. Получава през 1968 г. бакалавърска степен по английска филология от университета на Съсекс и магистърска степен през 1969 г. от университета на Албърта в Едмънтън, Албърта, Канада. След дипломирането си, в периода 1969 – 1975 г., заема различни длъжности в Западна Канада.
Първият му роман „Последната история на Шерлок Холмс“ е издаден през 1978 г., в чиято пародийна история известният детектив Шерлок Холмс среща Джак Изкормвача. След него се мести и живее четири години в Италия в периода 1980 – 1984 г., преподавайки английски език в училище „Интеренешънъл Хаус“ и лингвистика в университета в Перуджа. След като живее няколко години в Оксфорд, се установява в Сиатъл.
Известен е най-вече с историите за детектива Аурелио Дзен, главният герой в 11 криминални романа, чието действие се развива в Италия. Първият му роман „Пътуване“ от поредицата „Аурелио Дзен“ е издаден през 1988 г. В историята полицейският комисар Аурелио Дзен неочаквано е преместен в Перуджа, за да поеме дело за отвличане, включващо една от най-влиятелните фамилии в Италия. Романът получава наградата „Златен кинжал“ за най-добър криминален роман на годината от Асоциацията на криминалните писатели. Поредицата е поглед върху по-малко видимите аспекти на италианското общество през последните 20 години на XX век. Образът на Дзен е антигероичен, а книгите са наситени с ирония и черен хумор. През 1994 г. получава Международната голяма награда за детективска литература за романа „Кабал“, където Дзен разследва смъртта на принц Руспанти, който пада от галерия в базиликата „Свети Петър“ в Рим. През 2011 г. по три от романите е направен телевизионен минисериал с участието на Руфъс Сюъл и Катерина Мурино.
Автор е и на други детективски романи, чието действие се развива в САЩ и Великобритания. Романът му „Умирането на светлината“ от 1993 г. е пародия на романите на Агата Кристи с участието на мис Марпъл.
Дибдин е бил женен три пъти, последно за писателката на детективски романи К. К. Бек.
Майкъл Дибдин умира след кратко боледуване на 30 март 2007 г. в Сиатъл.

## Произведения

### Самостоятелни романи
- The Last Sherlock Holmes Story (1978)[1][2][3][4]
- A Rich, Full Death (1986)
- The Tryst (1989)
- Dirty Tricks (1991)
- The Dying of the Light (1993)
- Dark Spectre (1995)
- Thanksgiving (2000)
- The Vine (2002)

### Поредица „Аурелио Дзен“ (Aurelio Zen)
1. Ratking (1988) – награда „Златен кинжал“[1][2][3]
2. Vendetta (1990)
3. Cabal (1992) – голяма награда за детективска литература
Кабал, изд.: ИК „Обсидиан“, София (1995), прев. Стоянка Сербезова
4. Dead Lagoon (1994)
5. Cosi Fan Tutti (1996)
6. A Long Finish (1998)
7. Blood Rain (1999)
8. And Then You Die (2002)
9. Medusa (2003)
10. Back to Bologna (2005)
11. End Games (2007)

### Разкази
- Смърт в семейството, сп. „Летература“ (1997), прев. Веселин Иванчев

### Екранизации
- 2000 Dirty Tricks – тв филм
- 2008 Lucy in the Sky
- 2011 Zen – тв минисериал, 3 епизода, по поредицата